# Distretto di Rahačoŭ
Il distretto di Rahačoŭ (in bielorusso Рагачоўскі раён?) è un distretto (raën) della Bielorussia appartenente alla regione di Homel'.